# أندرو ديفيدسون (سياسي)
أندرو ديفيدسون (بالإنجليزية: Andrew Davidson)‏ هو سياسي أمريكي، ولد في 12 فبراير 1840 في المملكة المتحدة، وتوفي في 10 نوفمبر 1902 في الولايات المتحدة. انتخب عضو مجلس ولاية نيويورك.